# MindScience – An East – West Dialogue
A MindScience – An East – West Dialogue (magyarul: Tudattudomány: párbeszéd a Kelet és a Nyugat között) című könyvben szereplő beszélgetések a Mind Science: A Dialogue between East and West (Tudattudomány: párbeszéd a Kelet és a Nyugat között) szimpózium keretén belül hangzottak el 1991. március 24-én, a Harvard Egyetem orvostudományi karán, a Massachusetts Technológiai Intézet épületében. A résztvevők között helyet foglaltak gyógyszerkutatók, pszichiáterek, pszichobiológusok, neurobiológusok, oktatással és összehasonlító vallástudománnyal foglalkozó szakértők, valamint indo-tibeti buddhista tudósok, akik nyílt párbeszédet folytattak a tudattal kapcsolatban a Kelet és a Nyugat nézőpontjairól. A  14. dalai láma, Tendzin Gyaco tiszteletbeli részvételével megrendezett esemény a tibeti buddhista közösség és a Harvard Orvostudományi Iskola több mint egy évtizedes együttműködését ünnepelte, amelynek kezdetét a magas rangú tibeti láma 1979. október 18-án a Harvard Egyetemen tett látogatása jelzi.

## Tartalma
Mi a test és a tudat alapvető kapcsolata? Mit tanulhatnak a mai tudósok erről a kapcsolatról a buddhista gondolkodásmódon keresztül? Lehetséges, hogy a nyugati és a keleti megközelítés ötvözésével jobban megérthetjük a tudat természetét, az ember fejlődésének lehetőségeit és a mentális és a fizikai egészség lehetőségét? Ezekkel és további kérdésekkel foglalkozik a MindScience (magyarul: Tudattudomány) című könyv, amely dokumentálja a modern nyugati tudományok és a buddhizmus történelmi jelentőségű párbeszédét. A Harvard Tudat Tudomány szimpózium szervezésében közösen gondolkodik a 14. dalai láma egyéb buddhista tudósok társaságában és a nyugati pszichiátria, pszichológia, neurotudomány és oktatás világszinten is kimagasló tudósai. A megvizsgált kérdések közé tartozik a tudat természete és annak kapcsolata a testhez.